# 13-й проезд Марьиной Рощи
13-й прое́зд Ма́рьиной Ро́щи — улица на севере Москвы в районе Марьина Роща Северо-Восточного административного округа, между Анненской улицей и Веткиной улицей. Назван по местности Марьина Роща, находившейся вблизи деревни Марьино (на месте нынешней Калибровской улицы). 9—15-й проезды Марьиной Рощи до 1929 года назывались, соответственно, 1—7-й проезды Марьиной Рощи за линией железной дороги.

## Расположение
Проходит с запада на восток, начинается от Анненской улицы, пересекает Старомарьинское шоссе, где прерывается, затем вновь появляется в городской застройке, пересекает Шереметьевскую улицу и заканчивается на улице Веткина вблизи линии Октябрьской железной дороги (перегон Рижская—Останкино) и рядом с Веткиным проездом.